# Route forestière 10
Die F10 war eine Straße auf Korsika, die 1854 durch den Décret Impérial 1782 festgelegt wurde. Sie wurde angelegt, um Wälder Korsikas für die Holzwirtschaft zu erschließen. Betrieben durch den Staat, hatte sie den Rang einer Nationalstraße. Geplant wurde sie von Propriano aus in den Forêt de Vallemala. Sie wurde in dieser Form nie realisiert und 1880 durch eine andere Trassierung ersetzt, die von Ghisonaccia nach Ghisoni führte. Ihre Länge betrug 27 Kilometer. 1973 wurde sie abgestuft.

## F10a
Die F10A war ein Seitenast der F10, welcher 1933 festgelegt wurde. Er verband die F10 von Pinzalone aus mit der F6. Seine Länge betrug 2,5 Kilometer. Heute trägt er die Nummer D344A.